# Tweede Slag bij Springfield
De Tweede Slag bij Springfield vond plaats op 8 januari 1863 in Green County (Missouri) tijdens de Amerikaanse Burgeroorlog. De slag vond voornamelijk plaats in de stad Springfield zelf. De Eerste Slag bij Springfield vond plaats op 25 oktober 1861.

## Achtergrond
Op 31 december 1862 vertrokken vanuit Morrilton, Arkansas drie cavaleriecolonnes onder leiding van de Zuidelijke brigadegeneraal John S. Marmaduke. Hun doel was de Noordelijke bevoorradingslinies in Missouri en meer specifiek de grote opslagplaats in en rond Springfield. Wanneer Marmaduke zou slagen in zijn opzet, zou dit de aftocht van het Noordelijke leger uit Arkansas kunnen betekenen.
De hoofdmacht trok in noordelijke richting via Forsyth, Missouri naar Ozark, Missouri. De Noordelijke troepen in Ozark trokken zich terug en de Zuidelijken staken het verlaten fort in brand. De tweede colonne, onder leiding van kolonel Emmet MacDonald, vernietigde het Noordelijke Fort Lawrence bij Lawrence Mill op ongeveer 16 km ten zuidwesten van Ava, Missouri. De derde colonne, aangevoerd door kolonel Joseph C. Porter trok door Hartville. De drie colonnes hadden als einddoel Springfield om het hoofddepot te vernietigen.

## Voorbereidingen
In de nacht van 7 januari 1863 bereikten de Noordelijken van het garnizoen van Ozark Springfield en lichtten de plaatselijke bevelhebber brigadegeneraal Egbert Brown in over de in aantocht zijnde Zuidelijke cavalerie. De vijandelijke sterkte werd op 4.000 tot 6.000 soldaten geschat. Brown had slechts 1.343 veteranen onder zijn bevel. Hij had twee mogelijkheden. Ofwel trok hij zich terug en vernietigde de voorraden van het Noordelijke Army of the Frontier. Ofwel bleef hij om de stad te verdedigen.
Zowel Brown als zijn soldaten kozen voor de verdediging van Springfield. Hij stuurde onmiddellijk koeriers naar de omliggende nederzettingen om de Missouri Militia op te trommelen. Brown liet 50.000 rantsoenen overbrengen naar Fort No. 1 en liet de munitiedepots ondermijnen om ze te vernietigen bij een nederlaag. Ook werden er drie kanonnen op wagens gezet. De volgende morgen werd de munitie uitgedeeld aan soldaten en burgers. Springfield werd omringd door vier aarden forten.

## De slag
Bij dageraad van 8 januari 1863 naderden de Zuidelijke colonne onder Marmaduke Springfield vanuit zuidelijke richting. Terwijl hij de komst van Porters en McDonalds colonnes afwachtte, liet hij zijn soldaten foerageren. Ondertussen werden enkelen militieleden van de Missouri Militia gevangengenomen. Rond 10.30u arriveerde McDonald. Drie regimenten verkenden de Noordelijke posities te voet. Nadat ze twee militieregimenten hadden verjaagd, kwamen de eerste afgebrande huizen van Springfield in zicht. De Noordelijken hadden huizen vernietigd om een goed schootsveld voor Fort No. 4 te hebben.
Kolonel Joseph Shelby liet het Noordelijke centrum en westelijke flank aanvallen. Ook het fort werd verschillende malen aangevallen, echter zonder succes. Shelby viel de nu de stad zelf aan vanuit het westen. De Zuidelijken konden via een ravijn die uitmondde in stad vrijwel ongezien oprukken. Bij de toegang tot de stad stond een twee verdiepingen hoog stenen gebouw omgeven door palen. Dit gebouw werd ingenomen door de Zuidelijken. Van daaruit vuurden ze terug op Fort No. 4. De Noordelijken voerden een tegenaanval uit. Deze aanval mislukte. De Noordelijken verloren terrein. Vijandelijke versterkingen hielden de Zuidelijke opmars tegen. Toen de zon aan de horizon verdween, voerde Marmaduke nog een laatste aanval uit op Fort No.4. die werd afgeslagen door de Noordelijke verdedigers. Na het invallen van de duisternis trokken de Zuidelijken zich terug. De opslagplaatsen in Springfield waren gered.

## Gevolgen
Bij de Noordelijken vielen 30 doden, 195 gewonden en werden 6 mensen vermist. De Zuidelijken hadden 45 doden en vermisten, en 105 gewonden te betreuren.
De afwezigheid van Porters colonnes verminderde de slaagkansen van Marmaduke aanzienlijk. De Zuidelijken trokken zich terug naar Arkansas. Voor de rest van de oorlog bleef Springfield in Noordelijke handen.